# WWE NXT
WWE NXT és un programa de lluita lliure professional creat per l'empresa World Wrestling Entertainment (WWE) durant el 2010. NXT va substituir a ECW com el programa dels dimarts. En aquest programa debuten nous talents del territori de desenvolupament de la WWE, la Florida Championship Wrestling (FCW), els quals reben el nom de Rookies i cada un d'ells van acompanyats amb un lluitador del roster principal (pros).
El format de NXT es va donar a conèixer el 30 de març de 2010 on es va anunciar que cada setmana un rookie seria eliminat del programa, depenent dels vots que obtingués. També es va anunciar que el guanyador de cada temporada tindria una oportunitat titular per qualsevol campionat de la marca on estigués destinat i en el PPV que triés.
El tema musical de la 1a i 2a temporada de NXT va ser "Wild & Young" de American Bang, i el de la 3a temporada fou "You make the Rain Fall" de Kevin Rudolf.

## Anunci d'estrena
En l'edició de ECW del 2 de febrer de 2010, Vince McMahon va anunciar que a la ECW li quedaban 3 setmanes d'existència, anunciant la creació de NXT com a substitució. Es va estrenar el 23 de febrer de 2010. La ECW va desaparèixer per baixes audiències deixant lloc a aquest show, que dona l'oportunitat als lluitadors en desenvolupament a poder entrar a formar part de la WWE.

## Temporades

### Primera temporada
La primera temporada de NXT va començar la seva transmissió el 23 de febrer al programa SyFy, i va acabar l'1 de juny de 2010. Els participants d'aquesta temporada es van revelar una setmana abans durant l'últim episodi de la ECW

#### Concursants
|   | Rookie         | Pro           | Victories | Derrotes | Posició              |
| - | -------------- | ------------- | --------- | -------- | -------------------- |
| 1 | Wade Barrett   | Chris Jericho | 8         | 5        | Guanyador            |
| 2 | David Otunga   | R-Truth       | 6         | 5        | Eliminat (Semana 15) |
| 3 | Justin Gabriel | Matt Hardy    | 7         | 4        | Eliminat (Semana 15) |
| 4 | Heath Slater   | Christian     | 5         | 6        | Eliminat (Semana 14) |
| 5 | Darren Young   | CM Punk       | 7         | 4        | Eliminat (Semana 13) |
| 6 | Skip Sheffield | William Regal | 2         | 5        | Eliminat (Semana 12) |
| 7 | Daniel Bryan   | The Miz       | 0         | 10       | Eliminat (Semana 12) |
| 8 | Michael Tarver | Carlito       | 1         | 7        | Eliminat (Semana 12) |

#### Rondes d'eliminació
– Continua a la competència

     – Guanyà immunitat i no es elegible per eliminar
     – Eliminat de la competència per quedar en últim lloc
     – Eliminat de la competència per decisió de WWE
     - Guanyador de NXT
| Rookie         | Pro           | 1a Ronda (30 de març)                  | 2a Ronda (11 de maig)                        | 3a Ronda (18 de maig) | 4a Ronda (25 de maig) | 5a Ronda (1 de juny)          |
| -------------- | ------------- | -------------------------------------- | -------------------------------------------- | --------------------- | --------------------- | ----------------------------- |
| Wade Barrett   | Chris Jericho | 2n Lloc                                | 1r Lloc                                      | 1r Lloc               | 1r Lloc               | Guanyador                     |
| David Otunga   | R-Truth       | 5è Lloc                                | 2n Lloc                                      | 2n Lloc               | 2n Lloc               | 2n Lloc                       |
| Justin Gabriel | Matt Hardy    | 3r Lloc                                | 3r Lloc                                      | 4t Lloc               | 3r Lloc               | 3r Lloc                       |
| Heath Slater   | Christian     | 4t Lloc                                | 4t Lloc                                      | 3r Lloc               | 4t Lloc               |                               |
| Darren Young   | CM Punk       | 8è Lloc                                | 5è Lloc                                      | 5è Lloc               |                       |                               |
| Skip Sheffield | William Regal | 6è Lloc                                | 6è Lloc                                      |                       |                       |                               |
| Michael Tarver | Carlito       | 7è Lloc                                | Eliminat per la WWE                          |                       |                       |                               |
| Daniel Bryan   | The Miz       | 1r Lloc                                | Eliminat per la WWE                          |                       |                       |                               |
| Eliminat       |               | En aquesta ronda no hi hagué eliminats | Daniel Bryan, Michael Tarver, Skip Sheffield | Darren Young          | Heath Slater          | Justin Gabriel i David Otunga |

### Segona Temporada
Després de finalitzar la primera temporada de NXT, es va confirmar l'aparició d'una segona temporada, amb una diferència a la temporada anterior, que en aquesta els fans podrien votar per internet i representarien un 50% en les eliminacions. El 50% restant corresponia al vot del pros. Aquesta temporada va començar el 8 de juny i va acabar el 31 d'agost.

#### Concursants
|   | Rookie              | Pro                     | Victories | Derrotes | Posició              |
| - | ------------------- | ----------------------- | --------- | -------- | -------------------- |
| 1 | Kaval               | Michelle McCool & Layla | 3         | 6        | Guanyador            |
| 2 | Michael McGillicuty | Kofi Kingston           | 6         | 4        | Eliminat (Semana 13) |
| 3 | Alex Riley          | The Miz                 | 5         | 4        | Eliminat (Semana 13) |
| 4 | Husky Harris        | Cody Rhodes             | 4         | 4        | Eliminat (Semana 11) |
| 5 | Percy Watson        | MVP                     | 3         | 4        | Eliminat (Semana 11) |
| 6 | Lucky Cannon        | Mark Henry              | 3         | 5        | Eliminat (Semana 10) |
| 7 | Eli Cottonwood      | John Morrison           | 2         | 2        | Eliminat (Semana 8)  |
| 8 | Titus O’Neil        | Zack Ryder              | 0         | 3        | Eliminat (Semana 14) |

#### Rondes d'eliminació
– Continua a la competència

     – Guanyà immunitat i no es elegible per a eliminar
     – Eliminat de la competència
     - Guanyador de NXT
| Rookie               | Pro                     | 1a Ronda (29 de juny) | 2a Ronda (27 de juliol) | 3a Ronda (10 d'agost) | 4a Ronda (17 d'agost)       | 5a Ronda (31 d'agost)             |
| -------------------- | ----------------------- | --------------------- | ----------------------- | --------------------- | --------------------------- | --------------------------------- |
| Kaval                | Michelle McCool & Layla | 1r Lloc               | 2n Lloc                 | 1r Lloc               | 1r Lloc                     | Guanyador                         |
| Michael McGillicutty | Kofi Kingston           | 3r Lloc               | 1r Lloc                 | 2n Lloc               | 2n Lloc                     | 2n Lloc                           |
| Alex Riley           | The Miz                 | 4t Lloc               | 3r Lloc                 | 5è Lloc               | 3è Lloc                     | 3è Lloc                           |
| Husky Harris         | Cody Rhodes             | 7è Lloc               | 6è Lloc                 | 4t Lloc               | 4t Lloc                     |                                   |
| Percy Watson         | MVP                     | 2n Lloc               | 4t Lloc                 | 3è Lloc               | 5è Lloc                     |                                   |
| Lucky Cannon         | Mark Henry              | 5è Lloc               | 5è Lloc                 | 6è Lloc               |                             |                                   |
| Eli Cottonwood       | John Morrison           | 6è Lloc               | 7 Lloc                  |                       |                             |                                   |
| Titus O'Neal         | Zack Ryder              | 8è Lloc               |                         |                       |                             |                                   |
| Eliminat             |                         | Titus O'Neal          | Eli Cottonwood          | Lucky Cannon          | Percy Watson & Husky Harris | Alex Riley & Michael McGillicutty |

### Tercera Temporada
La tercera temporada es va iniciar el 7 de setembre i va tenir una duració de tres mesos. Va ser exclusiva per a dones.

#### Concursants
|   | Rookie  | Pro             | Victories | Derrotes | Posició               |
| - | ------- | --------------- | --------- | -------- | --------------------- |
| 1 | Kaitlyn | Vickie Guerrero | 3         | 4        | Guanyadora            |
| 2 | Naomi   | Kelly Kelly     | 5         | 4        | Eliminada (Semana 13) |
| 3 | AJ      | Primo           | 6         | 2        | Eliminada (Semana 12) |
| 4 | Aksana  | Goldust         | 2         | 5        | Eliminada (Semana 11) |
| 5 | Maxine  | Alicia Fox      | 1         | 4        | Eliminada (Semana 9)  |
| 6 | Jamie   | The Bellas      | 2         | 0        | Eliminada (Semana 5)  |

#### Rondes d'eliminació
– Continua a la competencia

     – Guanyà immunitat i no es elegible per a eliminar
     – Eliminada de la competencia
     - Guanyadora de NXT
| Rookie    | Pro             | 1a Ronda (5 d'octubre) | 2a Ronda (2 de novembre) | 3a Ronda (16 de novembre) | 4a Ronda (23 de novembre) | 5a Ronda (30 de novembre) |
| --------- | --------------- | ---------------------- | ------------------------ | ------------------------- | ------------------------- | ------------------------- |
| Kaitlyn   | Vickie Guerrero | Immunitat              | Salvada                  | Salvada                   | Salvada                   | Guanyadora                |
| Naomi     | Kelly Kelly     | Salvada                | Immunitat                | Salvada                   | Salvada                   | Eliminada                 |
| A.J.      | Primo           | Salvada                | Salvada                  | Immunitat                 | Eliminada                 |                           |
| Aksana    | Goldust         | Salvada                | Salvada                  | Eliminada                 |                           |                           |
| Maxine    | Alicia Fox      | Salvada                | Eliminada                |                           |                           |                           |
| Jamie     | The Bella Twins | Eliminada              |                          |                           |                           |                           |
| Eliminada |                 | Jamie                  | Maxine                   | Aksana                    | A.J.                      | Naomi                     |

### Quarta Temporada
La quarta temporada va començar el 7 de desembre de 2010. Aquesta temporada té una estipulació diferent a les anteriors; el guanyador tindrà l'oportunitat de lluitar pel títol que ell trii però és indiferent de quina marca sigui el campionat.
El 4 gener es va anunciar que el rookie guanyador de la temporada tindria una oportunitat per Campionat en Parelles amb el seu pro; en aquesta edició Dolph Ziggler i Chris Masters es van intercambiar els seus rookies. El 25 de gener Brodus Clay va guanyar una Fatal-4-Way que li donava l'oportunitat de triar un nou mentor, el qual va ser Alberto Del Rio; a conseqüència Ted Dibiase es va quedar sense rookie.

#### Concursants
|   | Rookie          | Pro             | Victories | Derrotes | Posició              |
| - | --------------- | --------------- | --------- | -------- | -------------------- |
| 1 | Johnny Curtis   | R-Truth         | 3         | 7        | Guanyador            |
| 2 | Brodus Clay     | Alberto del Rio | 7         | 3        | Eliminat (Semana 13) |
| 3 | Derrick Bateman | Daniel Bryan    | 3         | 6        | Eliminat (Semana 12) |
| 4 | Byron Saxton    | Dolph Ziggler   | 3         | 6        | Eliminat (Semana 10) |
| 5 | Conor O’Brian   | Alberto Del Rio | 3         | 1        | Eliminat (Semana 7)  |
| 6 | Jacob Novak     | Chris Masters   | 1         | 2        | Eliminat (Semana 5)  |

#### Rondes d'eliminación
– Continua a la competencia

     – Guanyà immunitat i no és elegible per a eliminar
     – Eliminat de la competencia
     - Guanyador de NXT
| Rookie          | Pro             | 1a Ronda 4 gener 2011 | 2a Ronda 18 de gener 2011 | 3a Ronda 8 febrer 2011 | 4a Ronda 22 febrer 2011 | 5a Ronda 1 març 2011 |
| --------------- | --------------- | --------------------- | ------------------------- | ---------------------- | ----------------------- | -------------------- |
| Johnny Curtis   | R-Truth         | Immune                | Salvat                    | Immune                 | Salvat                  | Guanyador            |
| Brodus Clay     | Alberto del Rio | Salvat                | Salvat                    | Salvat                 | Immune                  | Eliminat             |
| Derrick Bateman | Daniel Bryan    | Salvat                | Immune                    | Salvat                 | Eliminat                |                      |
| Byron Saxton    | Dolph Ziggler   | Salvat                | Salvat                    | Eliminat               |                         |                      |
| Conor O'Brian   | Alberto Del Rio | Salvat                | Eliminat                  |                        |                         |                      |
| Jacob Novak     | Chris Masters   | Eliminat              |                           |                        |                         |                      |
| Eliminat        |                 | Jacob Novak           | Conor O'Brian             | Byron Saxton           | Derrick Bateman         | Brodus Clay          |

## Guanyadors
| Temporada | Guanyador     |               | Data                   |
| --------- | ------------- | ------------- | ---------------------- |
| 1         | Wade Barrett  | Wade Barrett  | 1 de juny de 2010      |
| 2         | Kaval         | Kaval         | 31 d'agost de 2010     |
| 3         | Kaitlyn       | Kaitlyn       | 30 de novembre de 2010 |
| 4         | Johnny Curtis | Johnny Curtis | 1 de març de 2011      |